# 對數平均溫差
對數平均溫差（logarithmic mean temperature difference）簡稱為LMTD，是在传热流體系統（例如熱交換器中）用來分析溫度推動力的工具。對數平均溫差是在雙管換熱器中冷端及熱端溫度差的對數平均。對數平均溫差越大，表示传热量越大。在分析固定流速及流體熱力學性質的熱交換器時，就會出現對數平均溫差。

## 定義
先假設有一個泛用的熱交換器，其二端（稱為A及B）分別有熱蒸氣及冷蒸氣進出，對數平均溫差定義為以下的對數平均：
{\displaystyle LMTD={\frac {\Delta T_{A}-\Delta T_{B}}{\ln \left({\frac {\Delta T_{A}}{\Delta T_{B}}}\right)}}={\frac {\Delta T_{A}-\Delta T_{B}}{\ln \Delta T_{A}-\ln \Delta T_{B}}}}
其中
ΔTA是熱蒸氣及冷蒸氣在A端的溫度差。
ΔTB是熱蒸氣及冷蒸氣在B端的溫度差。
依此定義，LMTD可以用來推算熱交換器所傳遞的熱
{\displaystyle Q=U\times Ar\times LMTD}
其中
Q是傳遞的熱（單位 J）
U為传热系数（單位 J/ K m2）
Ar為熱交換面積
不過传热系数的估算可能相當的複雜。

熱交換器的並流（Concurrent）及逆流（countercurrent）

若熱交換器是並流（熱蒸氣及冷蒸氣平行，都從某一側進，從另一側出）或是逆流（熱蒸氣及冷蒸氣平行，但各由一側進，從另一側出），以上的式子都會成立。
若是交叉流（cross-flow）熱交換器，也就是熱交換器中有散熱片，上面的溫度接近定值，其熱交換量和LMTD也會有類似的關係，不過會出現修正係數。若是結構比較複雜的熱交換器（例如殼管式熱交換器），也會有修正係數。

## 推導
假設熱傳導是在沿著z軸上，從A點到B點的熱交換器上進行，熱傳導是在二種流體之間交換能量，分別標示為1和2，沿著z軸的熱量分別是T1(z)和 T2(z)。
沿著z上的局部交換熱通量和其溫度差成正比：
{\displaystyle q(z)=U(T_{2}(z)-T_{1}(z))/D=U(\Delta \;T(z))/D}
其中D為二流體之間的距離。
流體釋放的熱會依傅立葉定律產生溫度梯度：
{\displaystyle {\frac {\mathrm {d} \,T_{1}}{\mathrm {d} \,z}}=k_{a}(T_{1}(z)-T_{2}(z))=-k_{a}\,\Delta T(z)}
{\displaystyle {\frac {\mathrm {d} \,T_{2}}{\mathrm {d} \,z}}=k_{b}(T_{2}(z)-T_{1}(z))=k_{b}\,\Delta T(z)}
相減後，可得
{\displaystyle {\frac {\mathrm {d} \,\Delta T}{\mathrm {d} \,z}}={\frac {\mathrm {d} \,(T_{2}-T_{1})}{\mathrm {d} \,z}}={\frac {\mathrm {d} \,T_{2}}{\mathrm {d} \,z}}-{\frac {\mathrm {d} \,T_{1}}{\mathrm {d} \,z}}=K\Delta T(z)}
where K=ka+kb.
交換的總能量可以由A點到B點的局部熱交換量q積分而得：
{\displaystyle Q=\int _{A}^{B}q(z)dz={\frac {U}{D}}\int _{A}^{B}\Delta T(z)dz={\frac {U}{D}}\int _{A}^{B}\Delta T\,dz}
熱交換面積Ar為管長A-B乘以二管間的距離D：
{\displaystyle Q={\frac {UAr}{(B-A)}}\int _{A}^{B}\Delta T\,dz={\frac {UAr\int _{A}^{B}\Delta T\,dz}{\int _{A}^{B}\,dz}}}
二個積分都作變數變換，積分變數由z改為Δ T：
{\displaystyle Q={\frac {UAr\int _{\Delta T(A)}^{\Delta T(B)}\Delta T{\frac {\mathrm {d} \,z}{\mathrm {d} \,\Delta T}}\,d(\Delta T)}{\int _{\Delta T(A)}^{\Delta T(B)}{\frac {\mathrm {d} \,z}{\mathrm {d} \,\Delta T}}\,d(\Delta T)}}}
配合上述Δ T的關係，可得：
{\displaystyle Q={\frac {UAr\int _{\Delta T(A)}^{\Delta T(B)}{\frac {1}{K}}\,d(\Delta T)}{\int _{\Delta T(A)}^{\Delta T(B)}{\frac {1}{K\Delta T}}\,d(\Delta T)}}}
積分的結果如下：
{\displaystyle Q=U\times Ar\times {\frac {\Delta T(B)-\Delta T(A)}{\ln[\Delta T(B)/\Delta T(A)]}}},
也就是對數平均溫差的定義。

## 假設及限制
- 假設二流體溫度的變化率和其溫差成正比，這對固定比熱的流體有效，流體的溫度變化若在一個較小的範圍，此假設成立，不過若比熱有變化，用計算對數平均溫差計算的熱交換量就不準了。
- LMTD不適用在冷凝器及再沸器（英语：reboiler）中，其中包括了相變化及其潛熱，因此假設無效。
- 假設熱傳係數U為定值，和溫度無關，若熱傳係數和溫度有關，計算的準確度也會下降。
- LMTD是一個穩態的概念，不適用在暫態的分析。特別若LMTD應用在暫態中，其時間較短，熱交換器的二邊溫度梯度的符號相反，對數的引數會出現負值，這也是不允許的。